# リノ駅
リノ駅（Reno Station）は、アメリカ合衆国ネバダ州のリノにある鉄道駅。アムトラックが運行する列車『カリフォルニア・ゼファー』とアムトラックの長距離バス『スローウェイ・モーターコーチ』が停車する。『カリフォルニア・ゼファー』はイリノイ州シカゴとカリフォルニア州エメリービル間を一日一便運行している。西行きの次の停車駅はカリフォルニア州トラッキーにある駅で、東行きはネバダ州ウィネマッカにある駅に停車する。

## 概要
駅はリノ市街地にある280 North Center Streetに位置する。線路はユニオン・パシフィック鉄道が、駅舎とホームはリノ市が所有している。駅には駐車場が無い。線路は元々、リノ市のダウンタウン中心部を通過していたが、工事によって掘下げられた。
駅舎は1926年にサザン・パシフィック鉄道によって建築された。同じ場所で1926年までに3度改築されてきた。1回目と2回目の改築はセントラル・パシフィック鉄道によって行われたが2度とも火事により消失した。現在のサザン・パシフィック鉄道の駅舎はバージニア・アンド・トラッキー鉄道によって廃業になる1950年まで使われていた。駅舎は2007年、ReTRACというリノ市ダウンタウンを横切っていたホームと線路を地表から掘り下げる工事の一環で拡張した。駅周辺の発掘工事中に、リノの史産物が発見された。中にはリノ史では不明なものもあった。発見品のいくつかは駅の待合室に展示されている。発掘されたものには消防署が用いた貯水槽、地下通路、フリーメイソンの地下集会所、うまや、アメリカ先住民の工芸品や1860年代以前の瓶があった。過去にウエスタン・パシフィック鉄道が北東へ数ブロックある廃止された駅に停車していた。
2012年12月4日にリノ駅はアメリカ合衆国国家歴史登録財に認定されると発表された。

## 備考
1. ↑  2014年1月13日現在、西行きは午前9:36に東行きは午後4:06に停車する予定である[3]

## 外部サイト
- Amtrak - Stations - Reno, NV アムトラックによる駅情報
- Reno Amtrak Station TrainWeb
- ReTRAC Project リノ市